# Faurholt
Faurholt er en mindre landsby på hovedvejen imellem Ikast (6 km) og Holstebro (42 km).
I Faurholt by findes Faurholt Kirke.